# Inmigración italiana en Estados Unidos
La inmigración italiana en los Estados Unidos es el movimiento migratorio de italianos a Estados Unidos, desde los tiempos coloniales hasta la fecha. Un italoestadounidense es un ciudadano de Estados Unidos con ascendencia italiana. Esto puede aplicarse a alguien nacido en los Estados Unidos de padres o abuelos italianos, o a alguien nacido en Italia que se trasladó a aquel país. De los cinco millones de italianos que emigraron a Estados Unidos desde 1820 a 2004, cerca del 80 % procedía de Sicilia y de la Italia meridional, región también conocida como el Mezzogiorno.
El mayor grupo de italianos se trasladó a los Estados Unidos a principios de la década de 1900, dos millones se trasladaron entre 1900 y 1914. Solo irlandeses y alemanes se trasladaron a los Estados Unidos en números más grandes. En 2009 el gobierno estadounidense informó que los ciudadanos de origen italiano residentes en los EE. UU. eran 18 086 617 personas lo que equivale al 5,9 % de la población del país. Esto significa que en el año 2009 de cada mil estadounidenses, 59 tenían ascendencia italiana.
Entre 1880 y 1914, el mayor aumento de inmigración trajo a más de 4 millones de italianos a los Estados Unidos.
Los italoestadounidenses han formado parte importante en la construcción de los Estados Unidos. Muchos de los grandes políticos, inventores, científicos, soldados, músicos y cineastas (actores y directores) de EE. UU. han tenido ascendencia italiana.
En Nueva York y Nueva Jersey hay muchos italoestadounidenses, más que cualquiera de los otros estados en los Estados Unidos. Los estados de Pensilvania, California, Connecticut y Massachusetts también tienen grandes poblaciones de ascendencia italiana.

## Historia
El término "América" deriva del nombre del cartógrafo y explorador italiano Amerigo Vespucci (en español: Américo Vespucio). A Vespucio se le atribuye el haber demostrado que Las Indias de Cristóbal Colón eran, de hecho, un nuevo continente. En 1507 Martín Waldseemüller creó un mapa nombrando al nuevo continente América.
El italiano Giovanni da Verrazzano fue el primer explorador europeo en pasar el puerto de Nueva York. El primer italiano en vivir en lo que actualmente se llama Estados Unidos fue Pietro Cesare Alberti, un navegante veneciano, quien se instaló en Nueva Amsterdam el 2 de junio de 1635. Otros italianos jugaron un rol importante en la historia temprana de EE. UU., como Filippo Mazzei, un médico y promotor de la libertad, amigo cercano de Thomas Jefferson; trabajó como agente para comprar armas para Virginia durante la guerra de la independencia estadounidense. Durante los años 1800, los italianos llegaban a EE. UU. en pequeños números. La mayor migración desde Italia ocurrió a finales del siglo XIX y el siglo XX, entre 1880 y 1960. Muchos italianos provenían del sur de Italia: Nápoles y Sicilia. La mayoría eran campesinos rurales con muy poca educación. Una cantidad menos numerosa pero significativa llegaba desde regiones del norte como Liguria y Véneto.
Desde 1890 a 1900, llegaron a Estados Unidos 655 888 inmigrantes, de los cuales dos tercios eran hombres. Las principales razones de la inmigración italiana eran las pobres condiciones económicas en Italia durante este periodo, particularmente en las regiones del sur. En los Estados Unidos, los italianos se asentaban en determinados barrios específicos (a menudo llamados "Little Italy"), donde podían interactuar entre ellos, estableciendo una presencia cultural familiar, y encontrar sus alimentos predilectos. Muchos inmigrantes italianos llegaban con poco dinero o capital cultural (no estaban educados) y generalmente se dedicaban a las labores manuales. Sus barrios eran típicamente áreas más antiguas con viviendas abarrotadas de gente y malas condiciones de salubridad, proliferaba la tuberculosis. La inmigración italiana alcanzó un punto alto desde 1900 hasta 1914, cuando la Primera Guerra Mundial hizo imposible tal movimiento intercontinental. En algunas áreas, los inmigrantes italianos sufrían discriminación anticatólica y antiinmigrante, y hasta hechos violentos tales como el linchamiento.
En 1921, el congreso impuso un límite en el número anual de personas que entraban al país. Luego en 1924 se estableció otra ley de similares características, que apuntaba a una mayor restricción del ingreso de europeos del sur, del este —especialmente italianos y eslavos— y judíos, quienes habían comenzado a ingresar al país en grandes cantidades en los años 1890. En los primeros diez años del siglo XX, emigraron 200 000 italianos anualmente. Con la imposición de la ley de 1924, fueron permitidos 4 000 por año.
Llegado el año 1978, habían inmigrado a Estados Unidos 5,3 millones de italianos; dos millones llegados entre 1900 y 1914. Cerca de un tercio de esos inmigrantes solo intentaban permanecer brevemente, con el objetivo de ganar dinero y volver a Italia. Mientras que la cuarta parte regresó, el resto decidió quedarse o fueron impedidos por la guerra. A través del tiempo, atributos como la lucha, unidad familiar, adaptabilidad, frugalidad, educación y trabajo duro le han permitido el éxito a muchos descendientes de italianos.

### Campos de concentración durante la Segunda Guerra Mundial

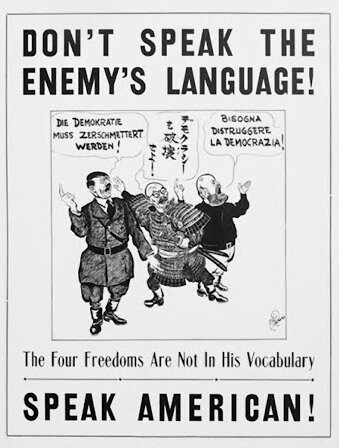
Afiche estadounidense que desalentaba el uso del idioma italiano durante la Segunda Guerra Mundial

Los campos de concentración de italoestadounidenses durante la Segunda Guerra Mundial ha sido, a menudo, eclipsada por la de los japoneses-estadounidenses. Sin embargo, recientemente se han publicado libros como Una storia segreta escrito por Lawrence DiStasi y Uncivil Liberties escrito por Stephen Fox, y películas como Prisoners Among Us. En ellos se muestra que durante la Segunda Guerra, aproximadamente seiscientos mil italianos fueron obligados a portar identificaciones que los etiquetaba como "residentes extranjeros". Unas diez mil personas de la Costa Oeste de EE. UU. fueron obligados a trasladarse, mientras que otros cientos fueron llevados a campamentos militares por dos años. Lawrence DiStasi afirma que esas restricciones durante la época de guerra fueron las que, más que cualquier otra cosa, causaron la pérdida del lenguaje italiano en los Estados Unidos. Después de que Italia declarara la guerra a EE. UU., el gobierno estadounidense forzó a muchos diarios y escuelas italianas a cerrar, en ese entonces considerados enemigos por el gobierno.

### Participación en la Segunda Guerra Mundial
Durante la Segunda Guerra Mundial, muchos italoestadounidenses se unieron a las Fuerzas Armadas de los Estados Unidos para luchar contra el Eje. Se estima que 1,2 millones de italoestadounidenses formaron parte del ejército durante la segunda guerra; un 7,5 % de los dieciséis millones totales. El servicio de los italoestadounidenses fue crucial durante la invasión aliada a Italia, donde las tropas estadounidenses trabajaron junto a personas locales, incluyendo mafiosos, para establecer y fortificar ese primer paso en Europa. Numerosos historiadores documentaron las delicadas relaciones establecidas entre el gobierno de estadounidense y figuras del crimen organizado italoestadounidense en EE. UU. y la manera en la cual fueron usadas para ayudar a asegurar un desembarco exitoso. Se rumorea que hasta Lucky Luciano ayudó a suavizar las relaciones entre ambas comunidades durante la segunda guerra.

## Demografía

### Números

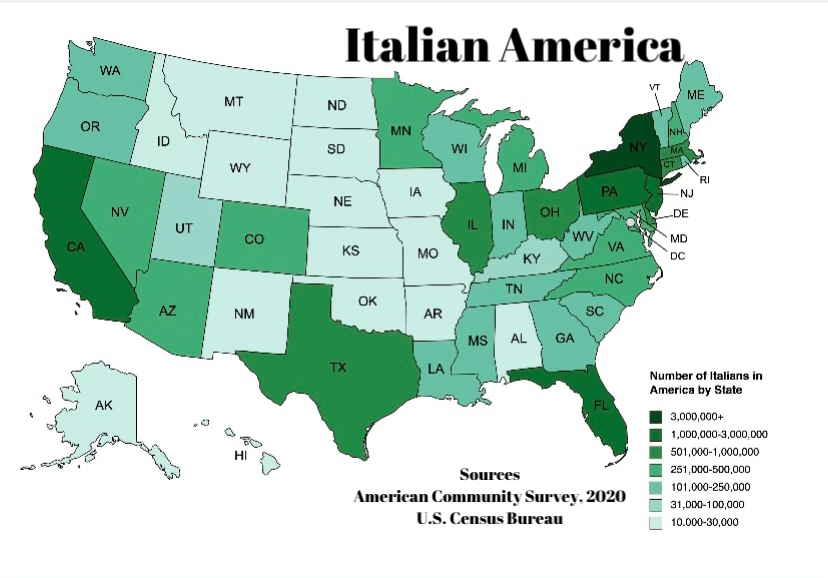
Italoestadounidenses por estado

En el censo del año 2000, los italoestadounidenses constituían la quinta etnia más grande de EE. UU. con cerca de 15,6 millones de personas (5,6 % del total de la población del país). En el año 2009 la población de italoestadounidenses aumento a 18 086 617 personas constituyendo el 5,9 % de la población.

### Política
En los años 1930, la gran mayoría de los italoestadounidenses votaban al Partido Demócrata; desde la década del 1960, se han distribuido entre Demócratas (37 %) y Republicanos (36 %). El Congreso de los Estados Unidos incluye estadounidenses de ascendencia italiana considerados líderes en ambos partidos. Los políticos de mayor rango actualmente son Nancy Pelosi (D-CA) que se transformó en la primera mujer italoestadounidense Presidente de la Cámara de Representantes de los Estados Unidos; el republicano Rudy Giuliani, exalcalde de la ciudad de Nueva York y candidato en las elecciones presidenciales de Estados Unidos de 2008; y el excongresista de Colorado, Tom Tancredo. Además Geraldine Ferraro fue candidata a la vicepresidencia en 1984. Dos de los nueve miembros de la Suprema Corte de EE. UU. —Antonin Scalia y Samuel Alito— son también italoestadounidenses, nombrados por presidentes republicanos. Ambos jueces son considerados miembros clave dentro del lado conservador de la corte, junto a Clarence Thomas y el jefe de justicia John Roberts. El juez Alito fue mencionado en la despedida de la presidencia de George W. Bush el 15 de enero de 2009, en la cual Bush se refirió a él como un juez sabio. El apellido original de la ex Segunda Dama y posteriormente primera dama, Jill Biden, era Giacoppa.